# Turion 64 X2

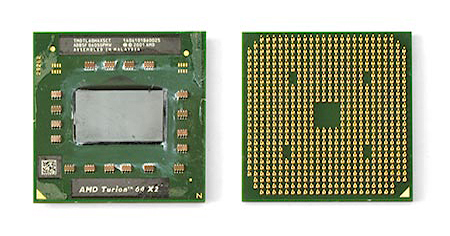
Procesor AMD Turion 64 X2

AMD Turion 64 X2 – mobilny procesor dwurdzeniowy. Posiada podobnie jak swój poprzednik możliwość adresowania 40–bitowych adresów fizycznych i 48–bitowych adresów wirtualnych oraz podwojoną liczbę rejestrów wewnętrznych: 16 64–bitowych rejestrów całkowitoliczbowych oraz 16 128–bitowych rejestrów SSE/SSE2/SSE3. Przeznaczona do procesora podstawka to Socket S1.

## Innowacje
- Zastosowano architekturę Direct Connect, która tworzy oddzielne, szybkie łącza między rdzeniami procesora, między procesorem a pamięcią oraz między procesorem a podsystemem wejścia/wyjścia, eliminując „wąskie gardła”.

- Zoptymalizowano technologię HyperTransport pod kątem wydajności, stosując łącza 16–bitowe, działające z maksymalną częstotliwością taktowania 1600 MHz i tym samym zwiększając przepustowość wejścia/wyjścia do 6,4 GB/s.

- Zwiększono wydajność: łącząc bezpośrednio[potrzebny przypis] procesor z pamięcią, stosując obsługę układów pamięci DDR2, oraz wprowadzając dwukanałowy 128–bitowy interfejs o przepustowości do 10,7 GB/s.

- Wprowadzono technologie: AMD Digital Media Xpress (łączącą obsługę rozkazów: SSE, SSE2, SSE3 oraz MMX), PowerNow!, ochrony EVP, Deep Sleep oraz (po raz pierwszy) AMD Virtualization (AMD-V).